# Super Kid
Pour plus de détails, voir Fiche technique et Distribution.
Super Kid (슈퍼 차일드, Super Child) est un film sud-coréen réalisé par Yi Yong-um, sorti en 1994.

## Synopsis
En 2023, un groupe d'enfants super-guerriers défendent la Terre des menaces extra-terrestres.

## Fiche technique
- Titre : Super Kid
- Titre original : 슈퍼 차일드 (Super Child)
- Réalisation : Yi Yong-um
- Scénario : Lee Jung-hyun, Yi Yong-um et Yong Um-dong
- Musique : Nam-yoon Kim
- Société de production : UM Productions
- Pays :  Corée du Sud
- Genre : Animation, action, aventure et science-fiction
- Durée : 101 minutes
- Dates de sortie : 
  -  Corée du Sud : 23 juillet 1994[1]

## Doublage anglais
- Paul Dobson : Cacuruse
- Jason Gray-Stanford : Big Boy
- Saffron Henderson : Joo Eun-joo
- David Kaye : le narrateur
- Scott McNeil : Judogwi
- Ward Perry : Maio
- French Tickner : le grand prêtre Tul Tul
- Cathy Weseluck : Gokdari

## Production
La production du film a duré trois ans.

## Accueil
Le film a une réputation de nanar à cause de ses problèmes de continuité, de sa qualité visuelle et de sa ressemblance avec la série Dragon Ball.